# دهستان کهنویه
دهستان کهنویه دهستانی در بخش علامرودشت شهرستان لامرد در استان فارس واقع در جنوب ایران است.